# 凱斯仿䲁
凱斯仿䲁（學名：Mimoblennius cas），又稱凱斯擬䲁，為輻鰭魚綱鳚形目䲁科仿䲁屬的一種，分布於西印度洋葛摩海域，深度0至5公尺，本魚體延長，稍側扁，頭頂無冠膜，眼上、鼻孔及頸背有觸鬚，背鰭硬棘12-14枚、背鰭軟條16-18枚、臀鰭硬棘2枚、臀鰭軟條19-21枚，體長可達3.2公分，棲息在沿岸淺水域，以藻類及小型無脊椎動物為食，雌魚產附著性卵，雄魚有護卵行為，生活習性不明。